# Centrifugalkraft
Centrifugalkraft er en tilsyneladende kraft (fiktiv kraft), som påvirker et legeme der roterer, og som søger at trække legemet væk fra centrum.
Centrifugalkraft synes at påvirke legemer, når man betragter dem i et koordinatsystem, der roterer jævnt (dvs. med konstant vinkelhastighed) i forhold til et inertialsystem.
Hvis et legeme bevæger sig i en jævn cirkelbevægelse i forhold til et inertialsystem, må cirkelbevægelsen skyldes en kraft, der får legemet til at ændre sin hastighed. Denne kraft, centripetalkraften, er modsat centrifugalkraften en virkelig kraft og kan for eksempel være trækkraften i en snor, som man svinger en sten rundt i, tyngdekraften mellem en planet og solen, eller friktion mellem et bilsæde og en passager der af friktionen tvinges til at følge med bilen rundt i et sving. (Bemærk at centripetalkraften er årsag til cirkelbevægelsen og ikke omvendt).
Newtons anden lov er kun gyldig i inertialsystemer og kan derfor ikke benyttes i det koordinatsystem, der roterer sammen med den jævne cirkelbevægelse (hvor legemet står stille). Ved at tilføje en fiktiv kraft, centrifugalkraften, kan Newtons anden lov bringes til anvendelse også i det jævnt roterende koordinatsystem. Centrifugalkraften har modsat retning og samme størrelse af centripetalkraften; på vektorform er den:
{\displaystyle {\vec {F}}_{cf}=-m{\vec {\omega }}\times ({\vec {\omega }}\times {\vec {r}})}
hvor m er legemets masse, {\displaystyle {\vec {\omega }}} er rotationens
konstante vinkelhastighed (som vektor), og {\displaystyle {\vec {r}}} er en vektor i det roterende koodinatsystem fra rotationsaksen til det legeme, der betragtes. Hvis det er underforstået, at {\displaystyle {\vec {F}}_{cf}} og {\displaystyle {\vec {r}}} begge ligger i et plan og er rettet hhv. "indad" og "udad", samt at {\displaystyle {\vec {\omega }}} er normal på rotationsplanet, reducerer dette til
{\displaystyle F_{cf}=-m\omega ^{2}r}
Man får intuitivt en fornemmelse af centrifugalkraften i en karrusel. Står man stille i en karrusel, føles det, som om man presses eller endda slynges udad. Denne kraftpåvirkning er netop centrifugalkraften, der som sagt ikke er virkelig, men en følge af den opfattelse af, at man "hører til" på underlaget, dvs. karrusellen.
Tilføjelse af centrifugalkraften er nok til at gøre Newtons anden lov gyldig for legemer, der står stille i koordinatsystemer, der roterer med konstant vinkelhastighed. Accelereres systemet på andre måder tilføjes yderligere fiktive kræfter: Elevatorkraften, Corioliskraften og Vinkelaccelerationskraften.